# Zerqan
Zerqan is na de gemeentelijke herinrichting van 2015 een deelgemeente (njësitë administrative përbërëse) van de Albanese stad (bashkia) Bulqizë.
De woonkernen van Zerqan zijn Godvi, Krajkë, Peladhi, Smollik, Sofraçan, Sopot, Strikçan, Tërnovë e Madhe, Tërnovë e Vogël, Valikardhë, Zall-Sopot, Zall-Strikçan en Zerqan.

## Bevolking
Volgens de volkstelling van 2011 telt de deelgemeente Zerqan 4111 inwoners, een daling vergeleken met 6174 inwoners in het jaar 2001. De meeste inwoners zijn etnische Albanezen.
Van de 4111 inwoners zijn er 909 tussen de 0 en 14 jaar oud, 2709 inwoners zijn tussen de 15 en 64 jaar oud en 493 inwoners zijn 65 jaar of ouder.

#### Religie
De meerderheid van de bevolking is islamitisch (90-91%): zo'n 46% behoort tot het soennisme en zo'n 44% tot het bektashisme.
| Plaats | Bevolking (2011) | Islam (%)    | Katholiek (%) | Orthodox (%) | Bektashisme (%) |
| ------ | ---------------- | ------------ | ------------- | ------------ | --------------- |
| Zerqan | 4.111            | 1.895 46,10% | 4 0,10%       | 1 0,02%      | 1.826 44,42%    |